# 刘兴洲
刘兴洲（1933年3月17日—2011年11月6日），天津人，冲压发动机专家，中国工程院院士。

## 履历
- 1956年，于北京航空学院毕业。
- 1965年，于原苏联莫斯科茹科夫斯基空军航空学院获得副博士学位。
- 1995年，当选中国工程院院士。[1]